# Louis Eudier
Louis Eudier, né au Havre le 20 avril 1903, mort dans cette même ville le 11 août 1986 est un syndicaliste et un homme politique français. Conseiller général du Havre de 1945 à 1973, conseiller municipal et adjoint au maire de la ville, il est député communiste de Seine-Maritime de 1956 à 1958.

## Biographie
Fils d'un ouvrier journalier qui eut onze enfants,, Louis Eudier doit travailler dès la fin de ses études primaires. Il devient charpentier calfat de marine dans la ville portuaire où il est né, Le Havre. Très tôt aussi il s'engage dans les luttes sociales, participant en 1922 à une longue et dure grève menée par les métallurgistes du Havre. Syndiqué à la CGTU, il devient secrétaire du syndicat des métaux du Havre en 1930. Il est reconduit dans cette fonction à la CGT, lors de la réunification syndicale en février 1936. Au début du mois de mai de cette année 1936, il est un des dirigeants de la grève aux usines d'aviation Louis Breguet, une des premières occupations d'usines des grèves du Front populaire.
Mobilisé en 1939 en usines travaillant pour la Défense nationale, il reprend ses activités militantes et rapidement résistantes dès son retour au Havre. Il est arrêté en juillet 1941 par la police française, puis livré aux Allemands. Transitant par le camp de Compiègne, moment où il adhère au parti communiste, il est déporté vers l'Allemagne en juillet 1942. Son périple de déporté le mène du camp d'Auschwitz au camp de concentration de Dachau, en passant par Gross-Rosen et Hersbrück. Libéré par les Américains le 29 avril 1945, rapatrié en France vingt jours plus tard, il reprend au Havre une intense activité politique et syndicale. 

### Mandats politiques au Havre
Élu conseiller général de canton du Havre-4 en septembre 1945, il est réélu à chaque élection jusqu'en 1973, année où il ne se représente pas. 
Entré brièvement au conseil municipal du Havre, en 1947-1948, il est conseiller municipal de la ville de 1954 à 1983, tenant un moment, dans cette municipalité dirigée par les communistes René Cance, puis André Duroméa, la fonction d'adjoint au maire.
Il est élu député de Seine-Maritime lors des élections législatives du 2 janvier 1956. Il est battu aux élections législatives de novembre-décembre 1958 dans la 6e circonscription de Seine-Maritime, où il est candidat, en vain, une dernière fois en novembre 1962.

### Distinctions
De nombreuses distinctions couronnent ce parcours hors-norme d'un ouvrier « métallo » havrais. 
- Croix de guerre avec palme
- Médaille militaire
- Croix du combattant volontaire
- Médaille de la déportation
- Légion d'honneur

## Mémoire
Une rue du Havre porte son nom depuis 1986